# 2111 Tselina
2111 Tselina (1969 LG) là một tiểu hành tinh vành đai chính được phát hiện ngày 13 tháng 6 năm 1969 bởi T. M. Smirnova ở Đài vật lý thiên văn Crimean.